# Spedizioni dei Rus' nel mar Caspio

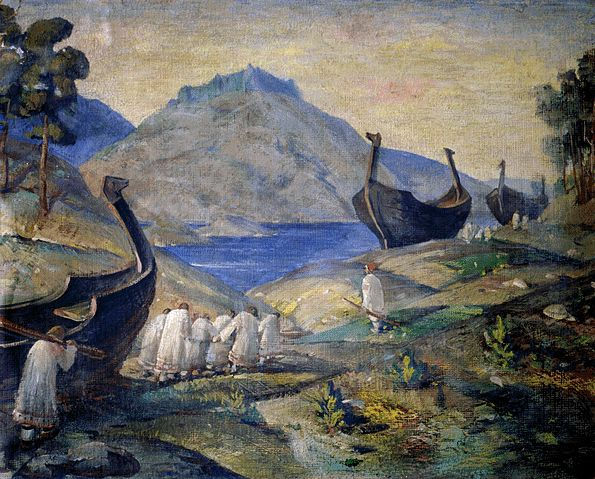
I Variaghi Rus' e le loro navi lunghe a Garðaríki, di Nicholas Roerich.

Le spedizioni dei Rus' nel mar Caspio furono una serie di incursioni militari intraprese dai Rus' tra l'864 e il 1041 sulle coste del mar Caspio, di quelli che sono oggi l'Iran, il Dagestan e l'Azerbaigian. Inizialmente, i Rus' apparvero nel Serkland nel IX secolo, viaggiando come mercanti lungo la rotta commerciale del Volga, vendendo pelli, miele e schiavi. Le prime incursioni su piccola scala ebbero luogo alla fine del IX secolo e all'inizio del X secolo. I Rus' intrapresero la prima spedizione su larga scala nel 913; arrivati su 500 navi, saccheggiarono la regione di Gorgan, il territorio dell'odierno Iran, e più ad ovest, il Gilan e il Mazandaran, prendendo schiavi e beni. Sulla via del ritorno, i razziatori settentrionali furono attaccati e sconfitti dai Cazari nel delta del Volga, e coloro che sfuggirono furono uccisi dalle tribù locali del medio Volga.
Durante la loro successiva spedizione nel 943, i Rus' conquistarono Bardha'a, la capitale dell'Arran, nell'attuale Repubblica dell'Azerbaigian. I Rus' rimasero là per parecchi mesi, uccidendo molti abitanti della città e ammassando un sostanzioso bottino. Fu solo un attacco di dissenteria tra i Rus' che li costrinse a partire con le loro prede. Svjatoslav, principe di Kiev, comandò il successivo attacco, che distrusse lo stato cazaro nel 965. La campagna di Svjatoslav stabilì il dominio dei Rus' sulle rotte commerciali nord-sud, contribuendo ad alterare la demografia della regione. Le incursioni continuarono nel corso del tempo, con l'ultimo tentativo scandinavo di ristabilire la rotta verso il mar Caspio che ebbe luogo nel 1041 da parte di Ingvar il Viaggiatore.

## Antefatti e prime incursioni

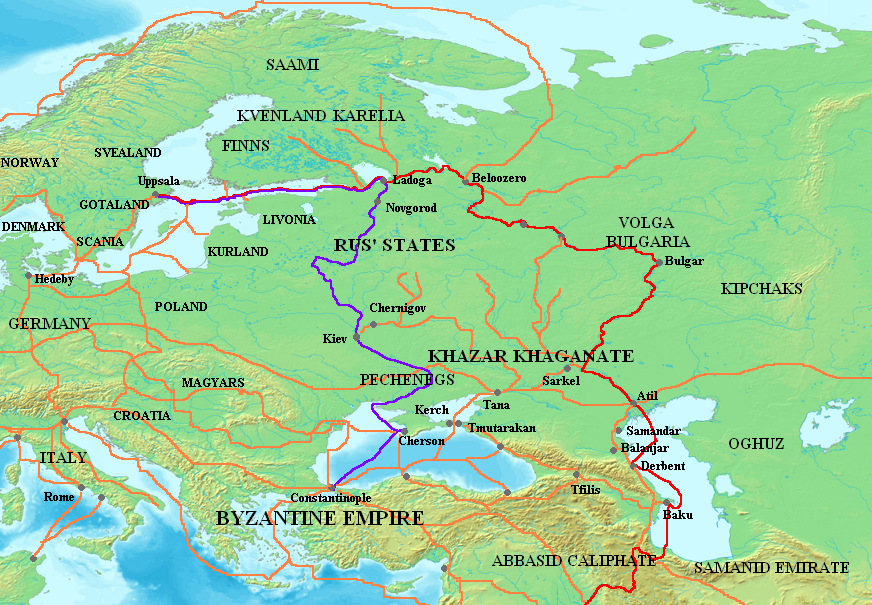
Cartina che mostra le principali rotte commerciali variaghe: la rotta commerciale del Volga (in rosso) e la rotta commerciale dai Variaghi ai Greci (in porpora). Altre rotte commerciali dell'VIII-XI secolo sono mostrate in arancione.

All'inizio, i Rus' si presentarono nelle aree musulmane adiacenti al mar Caspio come mercanti piuttosto che come guerrieri. Verso l'inizio del IX secolo, i Norreni si stabilirono nella Russia nordoccidentale, dove fondarono un insediamento chiamato Aldeigja (in slavo: Ladoga) circa 9,7 km a sud dello sbocco del fiume Volchov nel lago Ladoga. Da là, essi cominciarono a commerciare con l'Impero bizantino lungo la rotta commerciale del Dniepr e con le terre musulmane intorno al mar Caspio lungo la rotta commerciale del Volga. Alla fine del IX secolo, ibn Khordadbeh descrisse i Rus' che compravano merci dai Cazari nelle aree di mercato sul basso Volga e le rivendevano sui mercati delle città caspie; questi mercanti portavano pellicce, miele e schiavi. Piccoli gruppi dei Rus' andarono persino sui cammelli fino a Baghdad per vendere le loro merci; gli schiavi europei funsero da interpreti.
Thomas Schaub Noonan ha ipotizzato che i Rus' raggiunsero Baghdad già nell'800; questa affermazione è avvalorata dal ritrovamento di monete dirham sassanidi, arabe e arabo-sassanidi datate non più tardi dell'804-805 a Peterhof, vicino a San Pietroburgo. Nel resoconto di ibn Khordadbeh, i Rus' sono descritti come «una etnia dei Saqaliba», un termine usato solitamente per riferirsi agli Slavi, e gli studiosi anti-normanisti hanno interpretato questo passo come indicativo che i Rus' fossero Slavi piuttosto che scandinavi. Nell'interpretazione degli studiosi normanisti, la parola Saqaliba era frequentemente applicata anche alle popolazioni con i capelli chiari e la carnagione rossa dell'Europa centrale, orientale e nordorientale, perciò il linguaggio di ibn Khordadbeh qui è ambiguo.
La prima incursione nel mar Caspio dei Rus' avvenne a un certo punto del regno di Hasan ibn Zaid, sovrano del Tabaristan tra il 864 e il 884. I Rus' salparono nel mar Caspio e attaccarono senza successo la sua costa orientale ad Abaskun. Questa incursione avvenne probabilmente su una scala assai ridotta. La seconda incursione ebbe luogo nel 909 o 910 e colpì perlopiù Abaskun; proprio come l'attacco precedente, si trattò di una spedizione minore, con sole sedici navi che vi presero parte. La terza razzia minore ebbe luogo nel 911 o 912.

## Incursione del 913

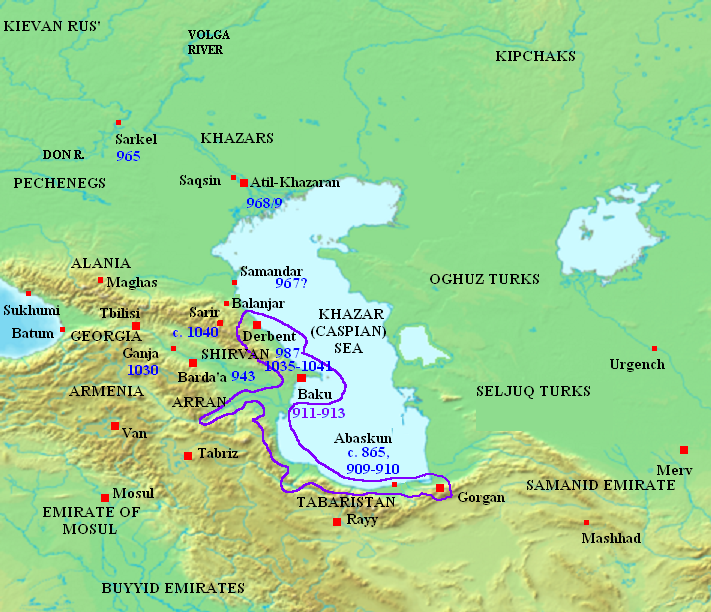
Cartina che mostra le località delle principali incursioni dei Rus' intorno al mar Caspio, dalla metà del IX secolo alla metà dell'XI secolo. Le date in blu indicano le principali incursioni dei Rus'; il contorno porpora indica l'area interessata dall'invasione nel mar Caspio del 913. I nomi delle comunità mostrate descrivono la situazione verso il 950.

I Rus' scagliarono la prima incursione su larga scala nel 913. Una flotta di 500 navi raggiunse le coste meridionali del mar Caspio attraverso le terre popolate dai Cazari. Al fine di garantirsi un passaggio pacifico attraverso quella regione, i Rus' promisero ai Cazari metà del loro bottino. Essi discesero il fiume Dniepr nel mar Nero, poi nel mar d'Azov, quindi risalirono il fiume Don oltre la città cazara di Sarkel, e infine trasportando le navi via terra raggiunsero il Volga, che li condusse nel mar Caspio.
I Rus' attaccarono la regione di Gorgan intorno ad Abaskun, come pure il Tabaristan, saccheggiando le campagne mentre le attraversavano. Un tentativo di respingerli mentre si trovavano all'ancora vicino alle isole nella parte sudoccidentale del mar Caspio si rivelò imfruttuoso; ed essi furono in grado di vagare e fare scorrerie a volontà. Attraverso il mare fecero un'incursione a Baku, penetrando nell'entroterra per una distanza di tre giorni di viaggio, e saccheggiando le regioni dell'Arran, del Tabaristan, del Beyləqan e dello Shirvan. I massacri e i prigionieri fatti dovettero essere molti, tanto che ben presto il panico dilagò nell'Asia centrale occidentale. Le notizie delle loro atrocità li precedettero mentre si dirigevano verso casa e, nel delta del Volga, i Rus' furono attaccati dai Cazari, come pure da alcuni Cristiani, apparentemente con l'acquiescenza del sovrano cazaro. Secondo al-Mas'udi, coloro che sfuggirono furono finiti dai Burtas e dai Bulgari del Volga. In estrema sintesi, l'autore appena citato riassume così la campagna del 913:
dappertutto, i rus' catturarono donne e bambini, portarono via qualsiasi cosa di valore, armarono i loro drappelli per gli assalti e annientarono e bruciarono tutto [...] Dopo gli assalti si radunarono su un'isola che si trova vicino alle sorgenti di nafta a qualche miglio dalla costa.»
(al-Mas'udi)

## Incursione del 943
La seconda campagna su larga scala è datata al 943, quando, secondo la Cronaca degli anni passati, Igor era il capo supremo dei Rus'. Durante la spedizione del 943, gli aggressori risalirono remando il fiume Kura, fin nelle profondità del Caucaso, sconfissero le forze di Marzuban bin Muhammad, e conquistarono Bardha'a, la capitale dell'Arran. I Rus' consentirono alla popolazione locale di mantenere la loro religione in cambio del riconoscimento della loro signoria; è possibile che i Rus' intendessero stabilirsi permanentemente là. Stando al cronista e cancelliere ibn Miskawaih, i locali ruppero la pace lanciando sassi e altre ingiurie diretti contro i Rus', che pretesero allora che gli abitanti evacuassero la città. Questo ultimatum fu respinto, e i Rus' cominciarono a uccidere la gente e a sequestrare molti per il riscatto. Il massacro fu interrotto brevemente per i negoziati, che però si interruppero presto. I Rus' rimasero a Bardha'a per parecchi mesi, usandola come testa di ponte per imperversare nelle aree adiacenti, e ammassarono un sostanzioso bottino.
La città fu salvata solo da un attacco di dissenteria che dilagò tra i Rus'. Ibn Miskawaih scrive che gli stranieri «si abbandonarono eccessivamente alla frutta di cui ci sono qui numerosi tipi. Ciò finì per scatenare un'epidemia [...] e i loro numeri cominciarono in tal modo a ridursi». Incoraggiati dalle difficoltà degli ostili, i Musulmani si avvicinarono alla città. I Rus', il cui capo cavalcava un asino, effettuarono una sortita infruttuosa dopo la quale persero 700 guerrieri, ma scongiurarono la possibilità che si potesse realizzare un accerchiamento e riuscirono a ritirarsi nella fortezza di Bardha'a, dove furono assediati dai Musulmani. Provati dalle malattie e dall'assedio, i Rus' «lasciarono di notte la fortezza nella quale si erano insediati militarmente, portando sulle loro schiene tutto quello che potevano del loro tesoro, gemme e belle vesti, quanti più ragazzi e ragazze, e si diressero velocemente verso il fiume Kura, dove le navi con cui erano partiti erano pronte con i loro equipaggi, oltre a 300 Rus' che erano stati pagati con una fetta del bottino». In seguito, Musulmani esumarono dalle tombe dei Rus' le armi che erano state sepolte accanto ai guerrieri.
George Vernadsky ha ipotizzato che Oleg di Novgorod fosse il capo dei Rus' a cavallo dell'asino che attaccò Bardha'a. Vernadsky ha identificato Oleg con Helgu, una figura menzionata nella Lettera di Schechter, un documento ritrovato nella Geniza del Cairo. Stando a quanto raccontato da quest'ultimo atto, Helgu andò in Persia per nave e morì là dopo il fallimento di un attacco indirizzato contro Costantinopoli nel 941. D'altro canto, Lev Gumilev, rimarcando il nome del capo Rus' nella forma riferita dalle fonti arabe, ha sostenuto che questo comandante fosse Sveneldo, un condottiero varego la cui ricchezza era citata nella Cronaca degli anni passati all'anno 945.

## Aggressioni in Cazaria

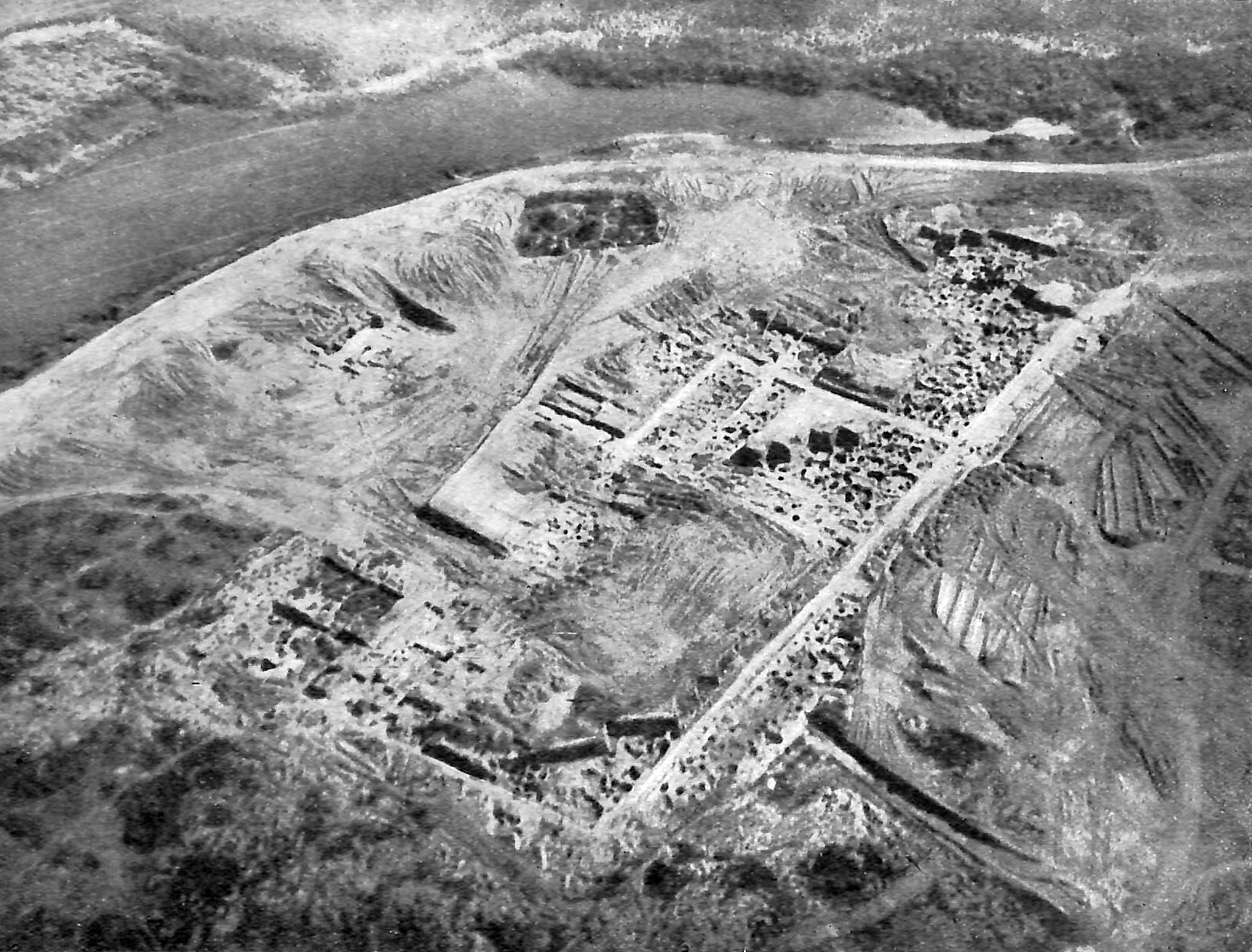
Il sito della fortezza cazara a Sarkel, saccheggiata da Svjatoslav nel 965 ca. Foto aerea degli scavi condotti dallo storico Michail Artamonov negli anni 1930.

Le fonti non sono chiare sulle radici del conflitto tra la Cazaria e i Rus', perciò sono state suggerite varie possibilità. I Rus' avevano interesse a eliminare il controllo cazaro sulla rotta commerciale del Volga perché i Cazari riscuotevano dazi sui beni trasportati dal Volga. Anche l'istigazione bizantina apparentemente giocò un ruolo. I Cazari furono alleati dei Bizantini fino al regno di Romano I Lecapeno, che perseguitò gli Ebrei del suo impero. Secondo un altro reperto, la Lettera di Schechter, il sovrano cazaro Giuseppe rispose alla persecuzione degli Ebrei «eliminando molti Cristiani» e Romano reagì istigando Oleg di Novgorod (chiamato Helgu nella lettera) contro la Cazaria.
Il conflitto può anche essere stato provocato dalla decisione dei Cazari di chiudere il passaggio lungo il Volga in risposta all'incursione del 943. Nella corrispondenza cazara, una raccolta di documenti realizzata intorno al 950-960, il sovrano cazaro Giuseppe riportò il suo ruolo come difensore delle comunità musulmane della regione del Mar Caspio contro le incursioni dei Rus': «Devo muovergli guerra [ai Rus'], perché se per un momento abbassassi la guardia essi metterebbero a ferro e fuoco tutta la terra musulmana fino a Baghdad». Il primo conflitto tra gli elementi musulmani dell'esercito cazaro e i predoni rus' nel 912 circa può aver contribuito ad aver acuito l'ostilità dei Rus' contro la Cazaria.
Nel 965, Svjatoslav I di Kiev entrò finalmente in guerra contro la Cazaria. Egli impiegò mercenari Oghuz e Peceneghi in questa campagna, forse per contrastare la superiorità della cavalleria dei Cazari. Svjatoslav distrusse la città cazara di Sarkel intorno al 965, e probabilmente saccheggiò (ma non occupò) Kerč', nella penisola di Crimea. Successivamente, nel 968 o nel 969, distrusse la capitale cazara di Atil. Un visitatore di Atil riferisce subito a seguito la campagna di Svjatoslav: «I Rus' attaccarono, e non rimase un acino o un'uva passa, neanche una foglia su un ramo». Ibn Hawqal è l'unico autore che testimonia il saccheggio di Semender, dopo che i Rus' partirono per «Rūm e al-Andaluz».
La campagna di Svjatoslav mise bruscamente fine alla prosperità e all'indipendenza della Cazaria. La distruzione del potere imperiale cazaro aprì la strada affinché la Rus' di Kiev dominasse le rotte commerciali nord-sud attraverso la steppa e oltre il mar Nero, rotte che in precedenza erano state un'importante fonte di introiti per i Cazari. Inoltre, le operazioni belliche di Svjatoslav favorirono la costituzione di numerosi gruppi slavi nella regione della cultura Saltovo-Mayaki, evento che mutò sensibilmente la demografia e la cultura dell'area di transizione tra la foresta e la steppa.

## Spedizioni successive

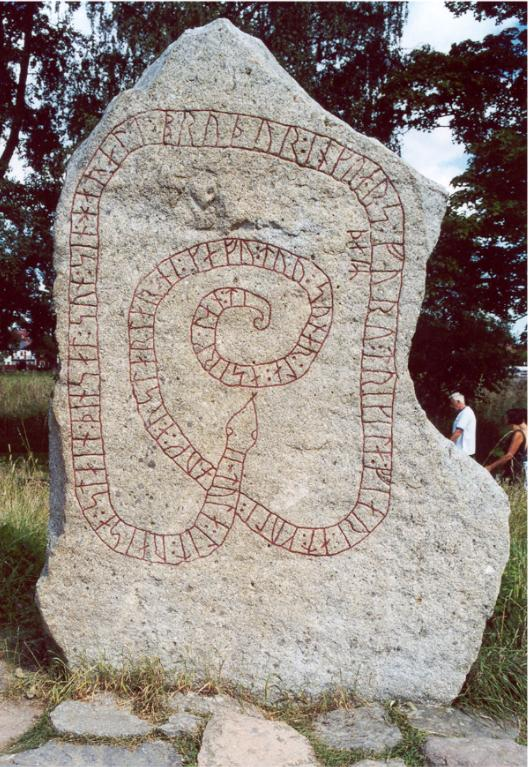
La pietra runica di Gripsholm commemora gli Scandinavi che morirono nella spedizione di Ingvar il Viaggiatore.

Nel 987, Maymun, emiro di Derbent, chiese ai Rus' ad aiutarlo contro i capi locali. I Rus', molti dei quali pare fossero stati soldati professionisti, arrivarono su 18 navi. Incerti sul modo in cui sarebbero stati ricevuti, mandarono solo una nave per perlustrare la situazione. Quando l'equipaggio della nave fu massacrato dalla popolazione locale, i Rus' passarono a depredare la città di Mascate. Nel 989, si narra cheo stesso Maymun abbia rifiutato la richiesta di un predicatore locale di riferire ai mercenari rus' che avrebbero dovuto accettare la conversione all'Islam o patire la morte. Nella lotta che ne seguì, Maymun fu scacciato dalla città che amministrata e costretto ad arrendersi ai soldati nemici, ma ritornò nel 992.
Nel 1030, i Rus' razziarono la regione di Shirvan; il sovrano di Gäncä allora li pagò molto denaro per aiutarlo a soffocare una rivolta nel Beyləqan. Dopo, i Rus' ritornarono a casa. Secondo una fonte, nel novembre 1031 i Rus' ritornarono, ma furono sconfitti vicino a Baku ed espulsi. L'anno del 1032 coincise con un'altra incursione dei Rus' nello Shirvan; essi furono raggiunti dagli Alani e dai Sarir. I Musulmani locali sconfissero i Rus' nel 1033; non è chiaro quale fosse la provenienza dei razziatori. Omeljan Pritsak suggerisce che essi si erano schierati in un accampamento vicino all'estuario del Terek e vivessero perlopiù a Tmutarakan. Pritsak ha azzardato inoltre che i Rus', operando dal bacino caspio, poco dopo prestarono sostegno agli Oghuz in una lotta di potere in Corasmia.
La saga leggendaria Yngvars saga víðförla descrive l'ultima spedizione dei Vichinghi nel mar Caspio, datata al 1041 e probabilmente collegata alla battaglia georgiano-bizantina di Sasireti alla quale una forza varega partecipò intorno allo stesso periodo; nella saga gran parte della leggenda è fusa insieme ai fatti storici. Questa campagna andò lanciata dalla Svezia da Ingvar il Viaggiatore, che discese il Volga nella terra dei Saraceni (Serkland in norreno). Esistono non meno di ventisei pietre runiche di Ingvar, ventitré delle quali sono nella regione del lago Mälaren dell'Uppland in Svezia, che si riferiscono a guerrieri scandinavi che partirono con Ingvar nella sua spedizione nelle terre saracene, un'operazione il cui scopo era probabilmente di riaprire le vecchie rotte commerciali, considerando che i Bulgari e i Cazari non costituivano più ostacoli insormontabili. La pietra per il fratello di Ingvar lascia intendere che egli andò ad est per l'oro, ma che morì in terra saracena. Dopo, nessun tentativo fu più fatto dai Norreni per riaprire la rotta tra i mari Baltico e Caspio.
Il porta persiano Khaqani racconta dell'invasione dello Shirvan nel 1173 o 1174. Nelle sue odi, Khaqani nomina Rus' e Cazari, Rus' e Alani e Rus' e Sarir come invasori. Peter Golden ha sostenuto che gli uomini del nord menzionati da Khaqani fossero pirati del Volga che giunsero a bordo di 73 navi. Evgenij Pachomov e Vladimir Minorskij hanno creduto che l'invasione fosse stata scatenata dal sovrano di Darbent, Bek-Bars bin Muzaffar. Secondo Minorskij, «l'iniziativa di Bek-Bars era indipendente da Kiev, ed egli deve aver usato bande di mercenari (бродники, brodnici) che stavano vagando nel sud, come prototipo dei futuri Cosacchi». Lo shirvanshah Akhsitan I si rivolse al re georgiano, Giorgio III, per aiuto e un esercito combinato, che includeva anche il futuro imperatore bizantino Andronico Comneno, sconfisse gli invasori e riconquistò la fortezza di Shabaran. Le fonti georgiane parlano dei Cazari, ma non menzionano i Rus' in connessione con questo evento.

### Fonti primarie
- Nestore di Pečers'k, Cronaca degli anni passati: XI-XII secolo, traduzione di Alda Giambelluca Kossova, San Paolo, 2005, ISBN 978-88-215-5264-9.

### Fonti secondarie
- (EN) Clifford E. Bosworth, Rus', in Clifford E. Bosworth, E. Can Donzel, W.P. Heinrichs e G. Lecomte, The Encyclopaedia of Islam, VII, Ned-Sam, nuova ed., Leida, E.J. Brill, 1995,  pp. 618-627, ISBN 90-04-09834-8.
- (EN) David Christian, A History of Russia, Mongolia and Central Asia: Inner Eurasia from Prehistory to the Mongol Empire, History of the World, vol. 1, Blackwell, 1999, ISBN 0-631-20814-3.
- (EN) Florin Curta, Eastern Europe in the Middle Ages (500-1300), BRILL, 2019, ISBN 978-90-04-39519-0.
- (EN) Kim Hjardar e Vegard Vike, Vikings at War, Casemate Publishers, 2016, ISBN 978-16-12-00454-9.
- (EN) Csete Katona, Scandinavian/Rus' Captives and Slave Soldiers: an Eastern Perspective, in Viking Wars, 2021,  pp. 255-274, DOI:10.5617/viking.9052, ISSN 0332-608x (WC · ACNP).
- (EN) F. Donald Logan, The Vikings in History, 2ª ed., Routledge, 1992, ISBN 0-415-08396-6.
- Aldo C. Marturano, Cazari e Russi, un'avventura ebraica medievale, Lulu.com, 2016, ISBN 978-13-26-78030-2.
- (EN) Vladimir Minorskij, Khāqānī and Andronicus Comnenus, in Bulletin of the School of Oriental and African Studies, vol. 11, n. 3, University of London, 1945,  pp. 550-578.
- (EN) Tristan Mueller-Vollmer e Kirsten Wolf, Vikings: An Encyclopedia of Conflict, Invasions, and Raids, ABC-CLIO, 2022, ISBN 978-14-40-87730-8.
- (EN) Thomas S. Noonan, When Did Rus/Rus' Merchants First Visit Khazaria and Baghdad?, in Archivum Eurasiae Medii Aevi, vol. 7, 1987-1991,  pp. 213-219.
- (EN) George Vernadsky, The Origins of Russia, Oxford, Clarendon Press, 1959, LCCN 59001228.
- (EN) Igor S. Zonn, Aleksey N Kosarev, Michael Glantz e Andrey G. Kostianoy, The Caspian Sea Encyclopedia, Springer Science & Business Media, 2010, ISBN 978-36-42-11524-0.